# Голыгина
Голыгина (ительм. Нынгучу) — река на полуострове Камчатка. Протекает по территории Усть-Большерецкого района Камчатского края России.
Длина реки — 112 км, площадь водосборного бассейна — 2100 км².
В низовье выходит на сильно заболоченную равнину. Впадает в Охотское море. На правом берегу выходят Голыгинские горячие источники.
В среднем течении реки находится бывшее село Голыгино.

## Притоки
Объекты перечислены по порядку от устья к истоку.
- 1 км: Хайко
- 9 км: Пупна
- 15 км: Гагнечек
- 21 км: Крестовка
- 38 км: Вукую
- 50 км: Кузанек
- 54 км: река без названия
- 55 км: Дуксинауч
- 57 км: Кужетен
- 70 км: Рыбная
- 75 км: Южный Ксудач
- 80 км: Восточная
- 87 км: Левый Унканович
- 95 км: река без названия

## Исторические сведения
Река получила название по фамилии якутского казачьего десятника Ивана Осипова Голыгина, погибшего в этом районе. Река являлась конечным пунктом похода 1697 года казачьего пятидесятника В. В. Атласова. В 1726 году была нанесена на карту И. П. Козыревским.